# Sauverny
Sauverny är en kommun i departementet Ain i regionen Auvergne-Rhône-Alpes i östra Frankrike. Kommunen ligger  i kantonen Ferney-Voltaire som ligger i arrondissementet Gex. Kommunens areal är 1,89 km². År 2022 hade Sauverny 1 003 invånare.

## Befolkningsutveckling
Antalet invånare i kommunen Sauverny
Referens: INSEE